# 暴走法醫
《Bull Doctor》（日語：ブルドクター），又譯《暴走醫生》、《暴走女法醫》。為日本電視台自2011年7月6日起至同年9月14日期間播放的週三晚間十點檔（水十）電視劇。由江角真紀子主演。

## 概要
這是女法醫學者VS女刑警的一部醫療懸疑連續劇。
江角這次是自婆媳大戰以來相隔4年再次主演電視劇，亦是自戀愛的單程票以來相隔14年再次在同一時段主演電視劇。而江角和稻垣吾郎亦是自「戀」劇以來14年再次共同演出電視劇。這亦是自11年前冠軍大胃王的草彅剛以來再次有SMAP的成員出演日本電視台的連續劇。與江角對立的石原里美則是首次於這一時段演出。
宣傳詞為「識破『因罪案而死』的名醫。打破墨守成規的暴走女子」。

## 故事大綱
「死因查明」被指是「人世間受到的最後醫療」。本劇記述了兩位女性，在知道「很多真相被埋沒」的情況下，如何挑戰那樣嚴酷的環境，將充滿謎團、驚恐、不可思議的事件的真相一一查明的故事。
這兩人性格南轅北轍。彼此的立場、理念、推理、意氣、自尊心等等…，全都十分矛盾。但是在兩人激烈的衝突之中，那些毫無預示而失去生命的死者，他們的痛苦，悲傷都能夠從這「最後的傾訴」中而解開……

## 登場人物

### 主要人物
| 角色       | 演員                          | 香港配音 | 介紹 | 年齡 |
| 大達珠實   | 江角真紀子                    | 陸惠玲   | 上都大學法醫學教室特聘準教授 在這2年3個月為了留學，與兒子康介一起在美國生活，不過被武田招攬回國。 10年前是急診室醫生，但懷孕後認為體力難以再應付急診室醫生的工作，因而轉而當起了法醫。 堅持照著自己的信念來處事，有著不允許妥協的性格。對遺體的死因查明工作充滿熱情，亦因為這個原因與警察和作為同事的名倉經常發生衝突……。 而在家庭上為了獨生子康介的教育苦戰著，亦不時責備丈夫和母親。 | 40歲 |
| 釜津田知佳 | 石原里美 （少女期：岡室穗香） | 魏惠娥   | 刑事課強行犯科警部 目前與名倉交往中。即使很多時候在搜查過程中會與珠實發生衝突，但和珠實卻是最好的搭檔。 為瑞江開設的書法教室的學生，與瑞江和康介的關係良好。 | 28歲 |
| 名倉潤之助 | 稲垣吾郎                      | 蘇強文   | 上都大學法醫學教室準教授 目前雖與知佳交往中，但是基本上工作優先，以「沒有了自己的時間」為理由，並不是那麼有結婚願望。是與珠實相反的現實主義者，即使了解到現在法醫學系統的問題，但由於無能為力改變，便早已不抱希望。 幼年遭遇使名倉不再相信任何人，直到認識知佳後，才又重新敞開心房。 最後成為了上都大學法醫學教授。                                                                    | 38歲 |
| 武田美亞   | 志田未來                      | 何璐怡   | 上都大學醫學系一年級生、伸生的女兒 為了成為法醫學者，很多時候與珠實共同往現場搜查。小學的時候長時間住院，在移植手術之中接受了母親的一個腎臟。在入院期間憧憬成為負責她病情的主治女醫生，自此立志成為醫生。 | 18歲 |
| 武田伸生   | 小日向文世                    | 張炳強   | 上都大學法醫學教室教授、美亞的父親 為日本解剖學的權威，有很高的威望，不過因為各種各樣的壓力而患上了酗酒。 | 57歲 |

### 國立上都大學法醫學教室
| 角色                   | 演員                | 香港配音 | 介紹 | 年齡 |
| 松岡 あやめ            | SAKURA              | 黃淑芬   | 上都大學法醫學教室助教 有著一本正經、不能變通的性格。                                                                                 | 28歲 |
| 成海耕平               | Bro.TOM             | 蔡德鈞   | 上都大學法醫學教室檢驗技師、第30年作為技師的老將 對鑑識課的雨宮有好感。每話手持的文件都會被珠實或美亞撞到散滿一地。父親擁有一座樓宇。 | 50歲 |
| 八代健吾               | MAGY                | 林保全   | 上都大學法醫學教室齒科法醫 | 35歲 |
| 藤村春輔               | 大野拓朗            | 李鎮然   | 上都大學法醫學教室研究生 雖然有安定的志向，但由於工作性質較為特殊，每次聯誼總會以失敗收場。                                           | 26歲 |
| 法醫學教室事務員       | 宮寺智子            | 黃麗芳   | 法醫學教室事務員 | －   |
| 上都大學醫學系一年級生 | 小野明日香 工藤惠美 |          | 美亞的朋友 | 18歲 |
| 立石                   | 佐藤一平            |          | 上都大學附屬醫院急診室醫生 曾替在街上暈倒的赤井良治與紺野瑠璃提供診治。                                                               | －   |

### 警視廳武藏警察署
| 角色     | 演員         | 香港配音 | 介紹 | 年齡 |
| 和泉浩二 | 池田成志     | 陳卓智   | 刑事課課長 認為具經驗的知佳很難相處，對她的搜查手法十分不滿、經常要求盡快中止調查未曾完全判定的案件。                                       | －   |
| 神岡善彦 | 阿南健治     | 李錦綸   | 刑事課強行犯科巡査部長 為守護知佳的角色、亦經常在和泉那裡受到斥責。可是卻沒有因此灰心，反而享受現時的境況，而且作為部下堅定不移地支持知佳。 | 49歲 |
| 下平 晃  | 山崎畫大     |          | 警視廳鑑識科。 | －   |
| 村田 孝  | 今里真       |          | 警視廳鑑識科。 | －   |
| 雨宮     | 牧野ステテコ |          | 警視廳鑑識科。 | －   |

### 大達家
| 角色     | 演員       | 香港配音 | 介紹 | 年齡 |
| 大達高廣 | 市川龜治郎 | 劉昭文   | 關東醫療中心-腦外科醫生 珠實的丈夫，有著與珠實不同寬宏大量的性格。 在外人看來，他是體貼老婆的好丈夫，但事實上，卻無時無刻的在壓抑著自己，直到最後終於爆發了出來...反常的大發了脾氣。 但最後和珠實將內心話說開，也學會了讓自己過得更好。                                                      | 40歲 |
| 大達康介 | 青木綾平   | 林芷筠   | 珠實與高廣的兒子、小學3年級生。 也許是因為約2年的美國生活而對日本的生活不適應，所以經常弄錯日語字詞的寫法。在雙親工作的時候他會到外婆瑞江的書法教室裡幫忙。 然而懂事的康介，儘管明白爸媽因工作性質而總是早出晚歸，但在他小小的心靈中，仍不時感到孤單寂寞，且渴望著能和爸媽再多一點相處時間。 | 9歲  |
| 中川瑞江 | 市毛良枝   | 蔡惠萍   | 珠實的母親 開設了一間書法教室。 高廣和珠實工作時，都是由她來負責照顧康介。 | 64歲 |

## 製作團隊
- 劇本：橋部敦子
- 音樂：梅堀淳、RIKU、榊原大
- 導演：久保田充、長沼誠、本間美由紀
- 醫學監修：岩瀨博太郎
- 首席製作人：田中芳樹
- 製作人：戶田一也、國本雅廣、大塚英治
- 製作協力：K Factory
- 製作著作：日本電視台

## 主題曲
- CHARICE《Far As The Sky》（Warner Music Japan）

## 收視率
| 集數                                                            | 播放日期      | 日文副標題 | 中文副標題                             | 導演       | 收視率 | 備註          |
| Episode 1                                                       | 2011年7月6日  |            | 暴走女醫和感人夫婦的牽絆               | 久保田充   | 13.9%  | 首集加映6分鐘 |
| Episode 2                                                       | 2011年7月13日 |            | 奇怪的準教授                           | 久保田充   | 10.8%  |               |
| Episode 3                                                       | 2011年7月20日 |            | 謎樣的整型美女                         | 久保田充   | 13.9%  |               |
| Episode 4                                                       | 2011年7月27日 |            | 解剖VS心臟移植！最艱難的選擇           | 長沼誠     | 13.8%  |               |
| Episode 5                                                       | 2011年8月3日  |            | 致死率30%！解剖室緊急關閉              | 本間美由紀 | 13.7%  |               |
| Episode 6                                                       | 2011年8月10日 |            | 報復！綁架犯的目標是解剖醫師           | 久保田充   | 12.6%  |               |
| Episode 7                                                       | 2011年8月17日 |            | 醫療疏失！？告發丈夫的是身為法醫的妻子 | 長沼誠     | 11.8%  |               |
| Episode 8                                                       | 2011年8月24日 |            | 教授之死！？辭職覺悟大暴走！           | 久保田充   | 12.9%  |               |
| Episode 9                                                       | 2011年8月31日 |            | 黑暗病房…沒有人值得相信                | 長沼誠     | 12.6%  |               |
| episode10                                                       | 2011年9月7日  |            | 不可中止！移植手術的真相               | 久保田充   | 11.9%  |               |
| final episode                                                   | 2011年9月14日 |            | 探究真正的死因，這就是我的信念         | 久保田充   | 16.4%  |               |
| 平均收視率13.12% （收視率為日本關東地區，由Video Research調查） |               |            |                                        |            |        |               |

## 外部連結
- 日本電視台－ブルドクター （页面存档备份，存于）（日語）
- 緯來日本台－暴走女法醫 （页面存档备份，存于）（繁體中文）

## 節目的變遷
| 日本日本電視台 日本電視台週三連續劇 | 日本日本電視台 日本電視台週三連續劇    | 日本日本電視台 日本電視台週三連續劇 |
| ----------------------------------- | -------------------------------------- | ----------------------------------- |
|                                     | Bull Doctor （2011.7.6 - 2011.9.14）   |                                     |
| 復胖男女 （2011.4.27 - 2011.6.29）  | 家政婦三田 （2011.10.12 - 2011.12.21） |                                     |

| 臺灣緯來日本台 週一至週五晚上9點          | 臺灣緯來日本台 週一至週五晚上9點               | 臺灣緯來日本台 週一至週五晚上9點 |
| ----------------------------------------- | ---------------------------------------------- | -------------------------------- |
|                                           | 暴走女法醫 （2012年2月29日－2012年3月14日）    |                                  |
| 全開女孩 （2012年2月14日－2012年2月28日） | JOKER私法正義 （2012年3月15日－2012年3月29日） |                                  |

| 香港 無綫劇集台 星期六15:00-17:00及21:00-23:00           | 香港 無綫劇集台 星期六15:00-17:00及21:00-23:00 | 香港 無綫劇集台 星期六15:00-17:00及21:00-23:00 |
| -------------------------------------------------------- | ---------------------------------------------- | ---------------------------------------------- |
|                                                          | 暴法醫 （2012.06.23 - 2012.07.28）             |                                                |
| 新娘的爸爸 （2012.06.16）                                | （2012.08.04）                                 |                                                |
| 香港 無線電視高清翡翠台 星期六午夜連續劇 12月7日暫停播映 |                                                |                                                |
| （2013.09.21）                                           | 暴法醫 （2013.09.28 - 2013.12.14）             | （2013.12.21 - 2014.03.08） （2014.03.15）     |
| 香港 無綫電視翡翠台 星期一 凌晨劇集時段（每次播映兩集）  |                                                |                                                |
| 東野圭吾懸疑劇場：迴廊亭殺人事件 （2014.09.29）          | 暴法醫 （2014.10.06 - 2014.11.10）             | 夜行觀覽車 （2014.11.17 - 2014.12.22）         |